# Yuan An
Yuan An (data desconhecida - 92), nome de cortesia Shaogong (邵公), foi um politico e aristocrata na Dinastia Han.
Ascendeu politicamente nos reinados dos imperadores Zhang e  He, chegando ao cargo de administrador das massas, um dos três maiores cargos oficiais na disnatia Han. Yuan é considerado o fundador do influente clã Yuan da região de Runan, e uma das principais famílias aristocráticas do Han Oriental.
Yuan An morreu em 92 e seu filho mais velho, Yuan Shang (袁賞), recebeu um cargo na capital. Os dois filhos mais novos, Yuan Jing (袁京) e Yuan Chang (袁敞), alcançaram os cargos de Grande Administrador e Administrador das Massas, respectivamente. As três gerações posteriores dele, tornaram-se os líderes do poderoso clã Yuan, ocupando os mais altos cargos na burocracia e exercendo enorme influência entre a pequena nobreza da época. 
Durante o colapso do império Han após 189, seus tataranetos Yuan Shao e Yuan Shu formaram seus próprios feudos de senhores da guerra no norte da China.